# Mirovni ugovor u Sèvresu
Mir u Sèvresu zaključen 10. kolovoza 1920. između Saveznika i Turske. Najvažnije odredbe: morskim tjesnacima Bosporom i Dardanelima upravlja posebna komisija i nezavisno od turskih vlasti regulira plovidbu. Turska gubi Tračku, otoke u Egejskom moru, Armeniju, Siriju, Palestinu, Mezopotamiju i Arabiju. 
Područje Smirne pripada Grčkoj. Priznaje se engleski protektor nad Egiptom i francuski nad Tunisom i Marokom. Turska vojska ne smije prijeći broj od 50 000 ljudi, a njene finacije dolaze pod međunarodnu kontrolu. Nakon poraza Grčke u grčko-turskom ratu ovaj sporazum zamijenjen je novim 1923. godine, povoljnijim za Turskom, a kojim su joj priznate današnje granice.